# دوني دي غروت
دوني دي غروت (بالهولندية: Donny de Groot)‏ (16 أغسطس 1979 بخاودا في هولندا - ) هو لاعب كرة قدم هولندي في مركز الهجوم. لعب مع آر كي سي فالفيك وإف سي آيندهوفن ودي غرافشاب وغو أهد إيغلز وفيلم تو تيلبورغ ونادي أوترخت ونادي أيك لارنكا ونادي إيمن ونادي سينت ترويدن ونادي فولندام ونيوكاسل يونايتد جتس ونادي روسيندال ‏ وفورتونا سيتارد.

## وصلات خارجية
- دوني دي غروت على موقع قاعدة بيانات كرة القدم.إي يو (الإنجليزية)
- دوني دي غروت على موقع Soccerway.com (الإنجليزية)